# Bataille d'Auberoche
Guerre de Cent Ans
Batailles
La bataille d'Auberoche (en anglais : Battle of Auberoche) se déroule le 21 octobre 1345, au début de la Guerre de Cent Ans près du château d'Auberoche aux alentours de Périgueux. À l'époque, la Gascogne appartient à la couronne anglaise et son armée est localement composée en grande partie de natifs de la région. La bataille se déroule sur l'Auvézère, rivière qui sépare les terres relevant du royaume de France de celles détenues par le roi d'Angleterre. 

## La campagne
Le village et le château d'Auberoche sont saisis par le comte de Derby, qui débarque depuis l'Angleterre en juin 1345 et voit son armée grossir avec l'arrivée de Gascons dans ses rangs. Derby conduit un raid de vaste envergure le long de la frontière gasconne avec la France, s'emparant de la ville de Bergerac en août. Avant de rentrer à Bordeaux afin de se réapprovisionner en troupes et en vivres, Derby prend Auberoche. En octobre 1345, les Français décident de contre-attaquer en plaçant 7 000 hommes sous les ordres de Louis de Poitiers. Poitiers reçoit l'ordre du duc de Normandie de reprendre Auberoche afin de soulager ce dernier, qui doit s'emparer de La Réole.

### Le siège
Les Français bloquent l’accès au château d'Auberoche, empêchant toute aide anglaise depuis l'ouest. Pendant le siège, une anecdote (probablement apocryphe) apparaît :  un messager qui cherche à rejoindre les lignes anglaises afin de demander de l'aide est capturé et renvoyé au château d'Auberoche par les Français, qui le catapultent avec leur baliste. Le soldat anglais est alors grièvement blessé. Bien que cette anecdote ait été répétée par le chroniqueur Jean Froissart, les historiens la considèrent comme peu probable.
Un messager parvient pourtant à traverser les lignes françaises et à rejoindre le comte de Derby, qui rassemble sur-le-champ une armée composée de 1 500 Anglo-Gascons. Le campement français est divisé en deux, la majorité des soldats s’étant établie près de la rivière entre le château et le village tandis qu’une force moins nombreuse avait pour mission d’empêcher toute tentative de fuite par le nord.

## La bataille
Le 21 octobre 1345, les Anglais commandés par Derby avancent depuis Périgueux pendant la nuit, traversant la rivière à deux reprises, et s’installent à l’aube sur une colline surplombant l’armée française. Conscient de son infériorité numérique, Derby a attendu pendant plusieurs jours l’arrivée de renforts du comte de Pembroke mais avait désormais fini par perdre patience. À l’aube du 21 octobre, les Anglais restent cachés derrière leur colline, espérant l’arrivée imminente de Pembroke. Derby convoqua alors ses officiers, dont Wauthier de Masny, et décide de passer à l’attaque, capitalisant sur un effet de surprise qui sèmerait la confusion dans les rangs français et empêcherait une défense efficace.
Derby va lui-même espionner les rangs des Français et décide d’organiser un assaut en trois corps d’armée : sa cavalerie devant charger en direction du sud, son infanterie émergeant des bois aux alentours afin d’enfoncer l’arrière-garde française et ses archers tirant eux-mêmes depuis les bois. L’attaque est conduite alors que les Français s’apprêtent à déjeuner, ce qui les plonge dans la panique et le désarroi du fait de la surprise. Les unités françaises qui s’échappent comme une masse compacte sont des proies faciles pour les archers anglais, qui décochent des flèches dans la mêlée et font ainsi de nombreuses victimes. Le combat se poursuit encore avant que les Français ne décident de battre en retraite. À ce moment-là, Frank van Hallen, le commandant anglais d'Auberoche, décide de faire une sortie qui bouscule l’arrière de l’armée française. Cette nouvelle attaque, additionnée à une nouvelle charge de la cavalerie de Derby, précipite une déroute totale chez les Français.

## Conséquences
Les forces françaises qui devaient surveiller le château sont les seules à pouvoir s’échapper sans grand désordre, car elles n’ont pas essayé de poursuivre le combat. Elles laissent derrière elles une précieuse quantité de vivres, qui soulage grandement la garnison assiégée. Le commandant français Louis de Poitiers meurt de ses blessures et son second, Bertrand de L'Isle-Jourdain, est fait prisonnier. Plusieurs autres nobles sont faits prisonniers et leurs rançons enrichirent les hommes de Derby. Derby lui-même aurait gagné 67 000 £ grâce aux puissantes rançons qu’il aurait touchées.
La bataille eut des conséquences politiques sérieuses. L’avancée du duc de Normandie en Aquitaine est annulée, et aucune action militaire française n'est menée en Gascogne pendant six mois. Les communications entre les ducs de Normandie et de Bourbon sont de plus coupées, empêchant toute contre-offensive coordonnée contre les Anglais qui sont pourtant numériquement surpassés. Derby utilise cette opportunité inespérée pour s’emparer d’autres forteresses locales, dont celle de Montségur. Il met également avec succès le siège devant La Réole et Aiguillon (Lot-et-Garonne), plaçant fermement l'intégralité de la région sous contrôle anglais.
Le moral et le prestige basculent définitivement du côté des Anglais, permettant l’enrôlement de nombreux autres soldats. La région apporte son soutien aux Anglais. Avec ce succès, les Anglais ont réussi à placer sur toute l'Aquitaine une hégémonie qui ne disparaît qu'en 1453 avec la bataille de Castillon.